# Aberdeen
|  | Per a altres significats, vegeu «Aberdeen (desambiguació)». |

Aberdeen (en scots Aiberdeen, en gaèlic escocès Obar Dheathain) és la tercera ciutat més habitada d'Escòcia (Regne Unit) amb una població estimada de 222.793 habitants segons dades oficials del 2011.
Alguns dels seus malnoms són Ciutat de Granit, Ciutat Gris i Ciutat d'Argent amb Sorra Daurada. Des del descobriment del petroli al Mar del Nord als anys 70, altres malnoms han estat Capital Europea del Petroli i Capital Europea de l'Energia.
L'àrea al voltant d'Aberdeen ha estat habitada des de fa com a mínim 8.000 anys, quan van aparèixer assentaments prehistòrics a les desembocadures dels rius Dee i Don. La ciutat té una llarga costa sorrenca.
Aberdeen rebé el títol de vila reial (Royal burgh) ;David I d'Escòcia (1124-53) i Guillem el Lleó li atorgà carta de ciutat cap al 1175. Les dues universitats de la ciutat, la Universitat d'Aberdeen fundada el 1495 i la Universitat Robert Gordon, que va rebre l'estatus d'universitat el 1992, fan d'Aberdeen la capital educativa del Nord-est d'Escòcia. Les indústries tradicionals de la pesca, la paperera, la construcció de vaixells i la tèxtil han estat superades per la indústria petroliera i el port marítim. L'heliport d'Aberdeen és un dels més importants del món i el port marítim és el més gran del Nord-est d'Escòcia.
Aberdeen ha guanyat fins a deu cops una competició britànica de ciutats en flor i atrau fins a un miler de joves amb talent per al Festival Internacional de Jovent d'Aberdeen. El 2012, l'empresa consultora Mercer va considerar Aberdeen la cinquanta-sisena millor ciutat del món per a viure-hi, la quarta del Regne Unit.
El mateix 2012 HSBC va reconèixer la ciutat com una de les vuit superciutats punta de llança de l'economia britànica, l'única població escocesa a rebre aquesta distinció.

## Fills il·lustres
- J. Michael Kosterlitz (1942 -) físic, Premi Nobel de Física de l'any 2016.
- William Dyce (1806 - 1864) pintor